# 王善朴
王善朴（1929年—2025年8月5日），河南省清丰县人，豫剧演员。

## 生平
1939年10岁时进入清丰县抗战第二剧团，师从陈玉才学习文武小生。1947年加入冀、鲁、豫边区四分区新青年社；1953年调入河南省歌剧团，后来又转入河南豫剧院三团，先后担任三团副团长、团长。

## 主要剧目
- 《刘胡兰》
- 《小二黑结婚》
- 《李双双》
- 《朝阳沟》，饰栓保
- 《人欢马叫》
- 《朝阳沟内传》